# Tommy Oliver
Dr. Thomas "Tommy" Oliver é um personagem fictício da franquia Power Rangers, nas versões live-action foi interpretado por Jason David Frank. No universo da série de televisão o personagem foi o Ranger Verde e Ranger Branco em Mighty Morphin Power Rangers, de Ranger Vermelho em Power Rangers Zeo e Turbo e de Ranger Preto em Dino Trovão. Ele ainda fez aparições no programa para episódios especiais, como "Forever Red" em Força Animal,  "Legendary Battle" em Super Megaforce e "Dimension in Danger" em Super Aço Ninja. No cinema apareceu como versão alternativa no primeiro longa Power Rangers: O Filme e versão da série em Turbo: Power Rangers 2. Nos quadrinhos da Boom! Studios foi criado uma versão alternativa, o vilão Lord Drakkon.
Inicialmente interesse romântico de Kimberly Ann Hart, o personagem termina casado com Katherine Hillard-Oliver, também Mighty Morphin Ranger Rosa, e juntos são país de J.J. Oliver, Ranger Verde de S.P.D. e no futuro distante são avós de dois meninos, sendo o mais velho possivelmente Ranger Vermelho.

## Biografia na série

### Mighty Morphin Power Rangers
Cansada das vitórias dos Power Rangers, Rita Repulsa arquitetou o plano, possui ser próprio Power Ranger do Mal através da Moeda do Poder Dragão. E para exercê-lo, ela sequestrou o novo garoto da cidade, Tommy Oliver. O calouro do Colégio de Alameda dos Anjos, começou como um inimigo dos Rangers de Zordon, sob lavagem cerebral por Rita Repulsa como Ranger Verde. O Ranger Verde tinha uma adaga que ele tocava como uma flauta para invocar um Dragãozord do mar.
Com ajuda dos "adolescentes com garra", ele venceu sua lavagem cerebral. Jason derrota Tommy em combate e quebra o feitiço que Rita tem sobre ele, convencendo-o a se juntar aos outros Rangers e lutar contra ela. Seus poderes eram temporários e estavam realmente falhando. Quanto mais tempo ele era o Ranger Verde, mais fraco ele se tornava, já que aquela moeda de poder particular perdeu seu brilho e seus laços com as forças do bem. Apesar de saber que o tempo dele passaria, Tommy continuou a pular na luta, assumir a posições de sacrifício para garantir que o time vencesse as batalhas. Tommy até deu a ele sua Moeda do Poder, dando a Jason acesso aos poderes de Tommy. Tommy começou a perder suas habilidades de Ranger Verde, embora ele continuasse lutando com grande risco para sua própria vida. Quando os pais dos Power Rangers, junto com outros civis, são raptados, Jason elabora um plano de resgate. Enquanto Jason sacrifica sua própria Moeda do Poder, ele manteve a de Tommy, permitindo que Tommy se tornasse o Green Ranger mais uma vez.
Por sorte, Zordon começou a trabalhar na criação dos poderes do Ranger Branco para ele, permitindo que ele permanecesse no time. Como o Ranger Branco, ele era o líder da equipe. Um Ranger único e novo, Tommy recebeu esses poderes por causa de sua bravura e determinação. Como os poderes do Ranger Branco foram criados por forças do bem, era impossível que Rita os roubasse. Embora os poderes do Ranger Verde fossem finitos, os poderes do Ranger Branco estavam em outro nível. Tommy está no auge como o Ranger Branco e uma espada viva que poderia falar e disparar lasers, Saba. Com a saída de Jason, ele assume como líder de fato da equipe, demonstrou ainda mais força do que ele jamais teve como o Ranger Verde, liderando a equipe.
A volta do Ranger Verde acontece quando um novo vilão chamado Mago da Ilusão (no original, Wizard of Deception) ajuda Zedd e Rita a criar um clone malvado de Tommy, que assume o manto Ranger Verde e captura dos membros da equipe de Tommy enviando para uma linha do tempo alternativa no passado, os dois enfrentam uma batalha Ranger Branco vs. Ranger Verde, na qual pura bondade de Tommy vence a versão do mal, e terminam com eles se unindo para salvar os outros Rangers. Resgatado, o clone Tommy fica em uma linha do tempo alternativa.
Quando a fonte de energia dos poderes Rangers foi destruída, sem muito tempo para reconstrução, ele e sua equipe foram atrás do lendário Ninjor, que cedeu os poderes ninjas e com os novos poderes como o Ninja Ranger Branco, puderam acessar novamente os poderes Rangers.

#### Mighty Morphin Alien Rangers
O temido vilão conquistador da galáxia M51, Dom Ritão, pai de Rita Repulsa e Rito Revolto, em um plano para nova conquista volta o tempo que não existe Power Rangers, e os adolescente retornam a forma de criança. Ainda possuindo lembranças, graças as moedas do poder, e sem acesso ao poderes, cada um dos cinco garotos teve que ser enviado através do tempo para obter seu próprio fragmento de cristal Zeo. Tommy foi enviado para uma terra indígena no passado e teve que encontrar o Sub-Cristal 5 entre duas falsificações e conseguiu, obtendo seu Cristal Zeo.

### Power Rangers Zeo
Com a linha de tempo restabelecida, Tommy passa a ser o Ranger Vermelho, como Zeo Ranger Cinco. Quando ele é incapaz de controlar o Zord de Batalha Vermelho, ele não desiste, mas em vez disso vai em uma jornada espiritual. Ele até se revela como um Ranger Vermelho para salvar seu irmão.

### Power Rangers Turbo
Agora adultos, a mentora Dimitria decide que hora dos ex-adolescentes seguirem suas vidas, deixando o legado para nova geração. TJ, ou Theodore Jay Jarvis Johnson, foi selecionado por Tommy para suceder o ex-Ranger Vermelho.

### Eternamente Vermelho
Retornar como Zeo Ranger V Vermelho;

### Power Rangers Dino Trovão
Alguns anos depois, retorna como professor de paleontologia na escola da Costa dos Arrecifes, e como Dr. Tommy Oliver quando seus alunos encontram as Dino Pedras que os transformam humanos com superpoderes, sente a necessidade de retorno ao combate, ele recruta os três alunos escolhidos pelo Dino Pedras para deter o maligno Mesogog. Com ajuda da super gênio da informatica, Hayley Ziktor, criar a tecnologia Dino Rangers. Assim, formando o novo time de Power Rangers. Quando conseguiu a Dino Pedra Preta, se tornou o Dino Trovão Ranger Preto e luta ao lado deles usando seus poderes de invisibilidade e o Brachiozord.

### Hyperforce (2005)
Um ano após os eventos de Dino Trovão, Dr. Tommy Oliver está reconstruindo o laboratório. Para ajudar na batalha, os Hyperforces Rangers energizam a dino pedra do Dino Ranger Preto.

### Batalha Lendária
Retorna para Batalha Lendária como Mighty Morphin Ranger Verde.

### Power Rangers Aço Ninja
O malvado Lord Draven da dimensão Antiverso se junta a Madame Odius, para conquistar todas as dimensões, incluindo a dimensão principal Power Rangers, a dimensão RPM e a dimensão Dino Charge. Tommy ainda vivendo em Reefside com seu filho JJ, e presumidamente sua esposa Kat, é capturado para ser o primeiro clone como robô maligno. Aproveitando a confiança de Tommy, o robô então captura seis ex-power rangers; Rocky DeSantos, Katherine Hillard-Oliver, TJ Johnson, Trent Fernández, Antonio Garcia e Gia Moran para fazer um exército de clones do robô do mal. Tommy Oliver liberta-se, e com a ajuda de Wes Collins (Força do Tempo Ranger Vermelho), Gemma (Ranger Operador Série Prata), e Koda (Dino Charge Ranger Azul), eles libertam os outros rangers capturados. Em uma batalha decisiva Tommy luta com sua cópia robótica do mal revelando o Morfador Mestre, acessando os poderes antigos (excluso o poder Ninjetti e Turbo), ele derrota o vilão.  Os dez guardas florestais veteranos e os guardas da Ninja Steel derrotam Lord Draven, e todas as dimensões estão seguras. Ao fim, Tommy retornar com Kat a dimensão principal.

### Futuro

#### Power Rangers Soul of the Dragon
Eventos após termino da temporada Super Patrulha Delta, faz muito tempo desde que Tommy Oliver serviu como Power Ranger, com o mundo nas mãos dos S.P.D. Rangers, o filho de Tommy desaparece, e cabe a Tommy encontrá-lo e trazê-lo de volta são e salvo. Em uma batalha envolvendo Scorpina, Tommy arremessa a Moeda do Dragão para seu filho, J.J. O garoto consegue interceptar o objeto em pleno ar, se transformando no Ranger Verde em seguida. Após sua transformação, J.J consegue se livrar dos ajudantes da vilã e se reunir com seus pais. Depois, Tommy e Kat partem para uma merecida viagem de férias, deixando Anara e J.J. para continuar a luta contra as forças do mal. Antes mesmo deles deixarem as docas, um novo problema surge, e o novo Ranger Verde parte para a ação.

#### Época de Lembrar
Houve uma visão de seu futuro distante durante o especial de Natal de Power Rangers Zeo no episódio Época de Lembrar (no original,"A Season To Remember"). No episódio, um Tommy muito mais velho é mostrado conta ao seu neto a história de uma aventura de Natal que ele e os outros Zeo Rangers compartilharam muitos anos antes, um feitiço é lançado sobre os adolescentes que faz com que sejam intolerável para com outras culturas, e coloca uns contra os outros enquanto participavam da Celebração de Férias do Centro da Juventude. Tommy também é revelado casado com uma Katherine mais velha. O irmão mais velho da criança vem buscá-lo, mas sua visita é interrompida pelo som familiar de um comunicador, ele pede a Tommy e Katherine para olharem seu irmão mais novo até que ele possa retornar, presumindo ser o Ranger Vermelho.